# Нескёйпстадюр
Нескёйпстадюр (исл. Neskaupstaður) — город в Исландии.
Город Нескёйпстадюр расположен в восточной части Исландии. Административно входит в общину Фьордабигд региона Эйстюрланд. Численность населения составляет 1.432 человека (на 1 декабря 2007 года).

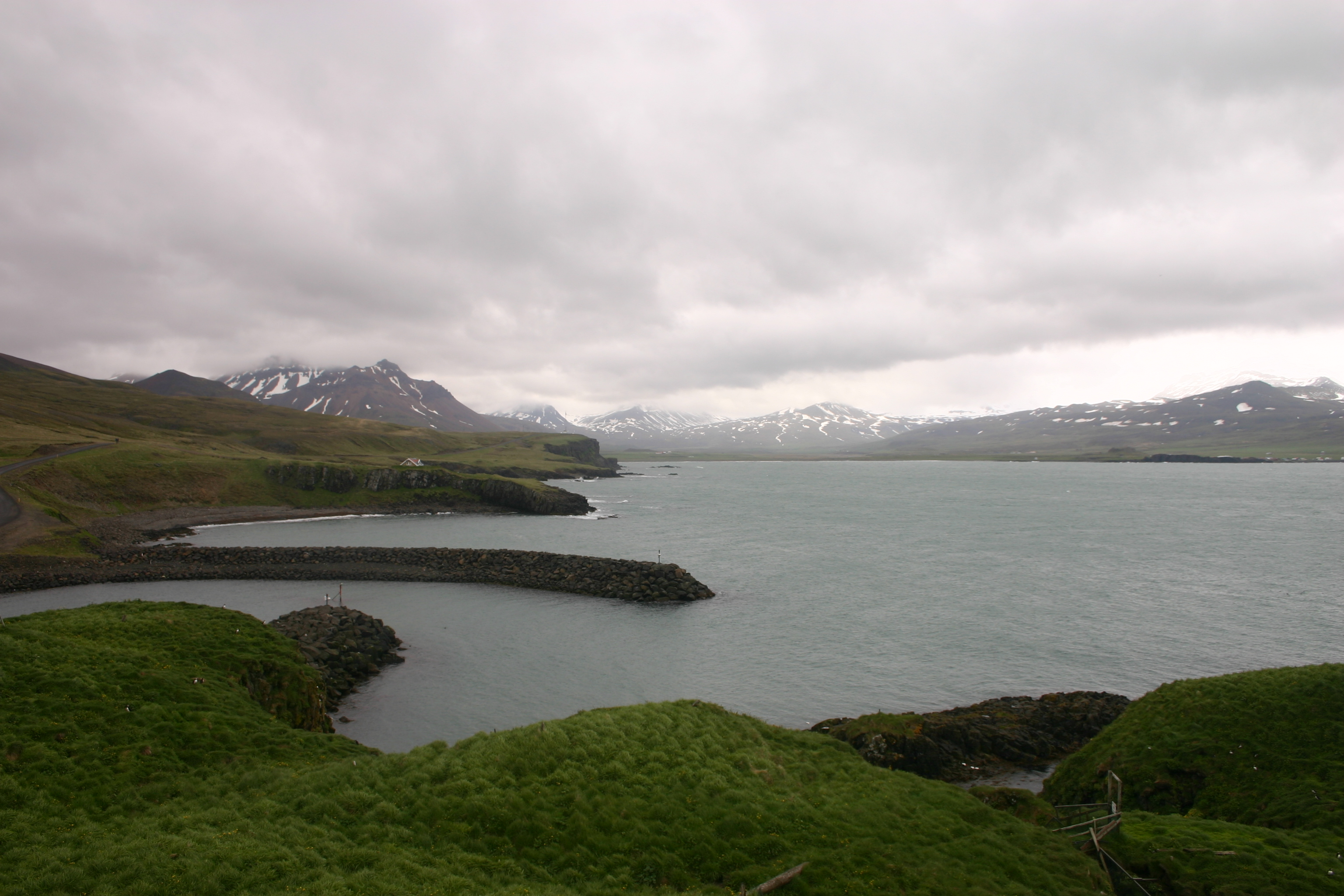
На берегах Норд-фьорда

Город был основан в 1892 году на берегу Норд-фьорда как торговая станция. Несмотря на сложные климатические условия, затрудняющие сообщение жителей Нескёйпстадюра с другими частями Исландии город, благодаря обильной популяции сельди в прибрежных водах и налаженной рыбоперерабатывающей индустрии (засолка) стал со временем значительным торговым центром восточного побережья.
Нескёйпстадюр соединяет с окружной дорогой трасса 92, однако движение по этой крутой и извилистой дороге в зимнее время затруднено. Для упрощения поездок по трассе на ней в 1972—1977 годах был сооружён туннель.